# Aloe ballii
Aloe ballii  (лат.) — суккулентное травянистое растение; вид рода Алоэ (Aloe) подсемейства Асфоделовые (Asphodelaceae) семейства Ксанторреевые (Xanthorrhoeaceae). Видовое название дано в честь лесничего из Зимбабве Джона С. Болла (1926—1976), который обнаружил этот вид.

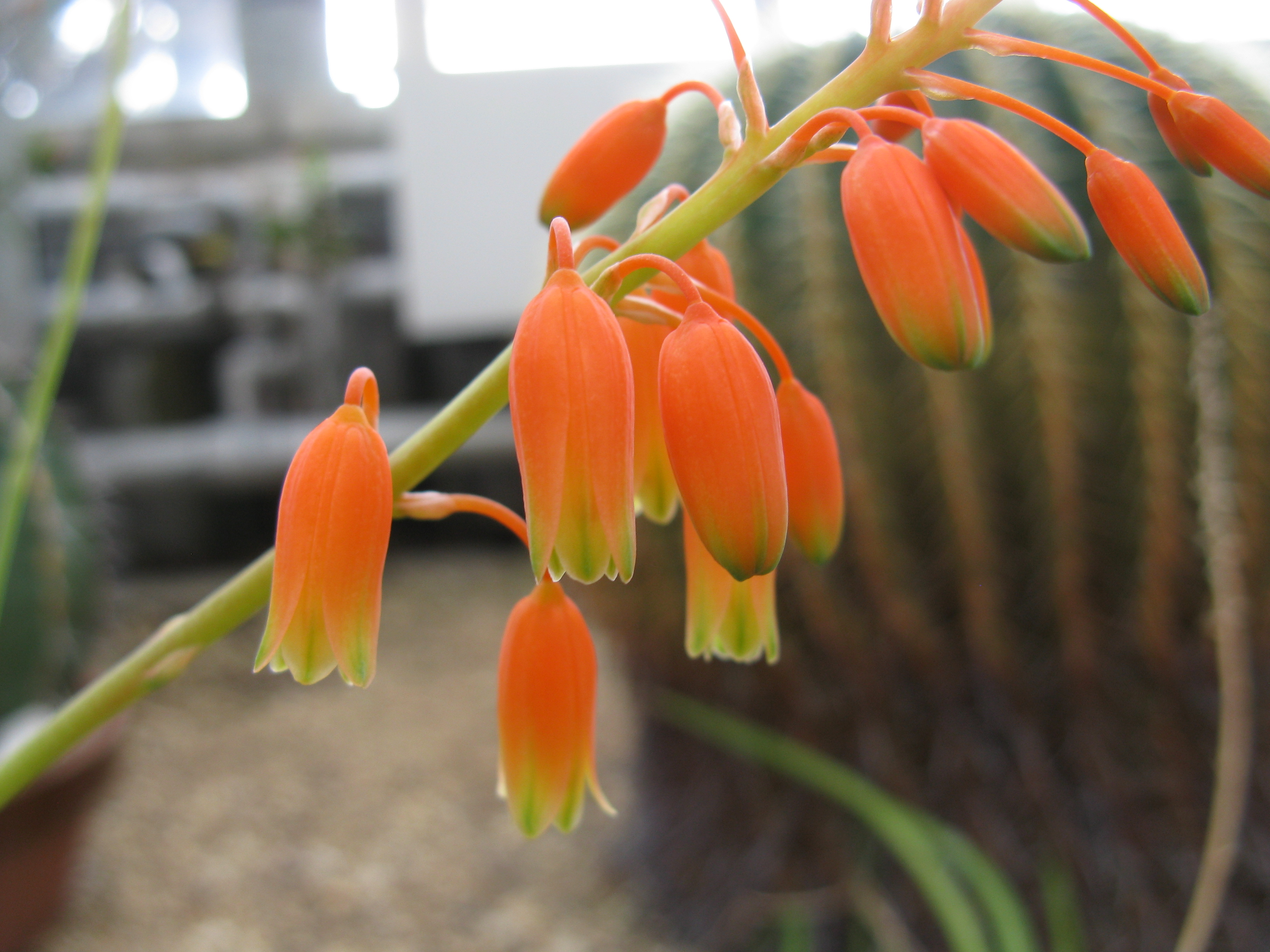
Цветки

Сочное многолетнее травянистое растение, образующее небольшие плотные скопления. Стебли сгруппированы, прямостоячие, до 3 см высотой. Листья почти прямые, линейные, до 30 см длиной (разновидность makurupiniensis - до 50 см), светло-зелёные с белыми линиями и пятнами, которые наиболее плотно расположены на нижней поверхности у основания; по краям листьев на расстоянии 2-5 мм друг от друга расположены мелкие зубчики. Соцветия неразветвлённые, до 75 см длиной, прямостоячие, в кистях длиной 12-18 см неплотно расположены цветочки. Прицветники - 3 × 2 мм, яйцевидно-острые, беловатые, бумажные. Цветоножки тонкие, 10-20 мм длиной. Цветки оранжево-красные, 12-16 мм длиной.
Вид имеет две разновидности: Aloe ballii var. ballii и Aloe ballii var. makurupiniensis. Последняя отличается большими листьями и плодами и растёт на больших высотах.
Aloe ballii растёт среди скал в нижней долине реки Руситу, на южных склонах гор Чиманимани в Зимбабве и прилегающей территории Мозамбика.
Вид внесён в Красную книгу Международного союза охраны природы видов из-за угрозы исчезновения вследствие пожаров в засушливые годы.